# Дальская, Елизавета Константиновна
Елизавета Константиновна Дальская (также Амман-Дальская; 22 сентября (4 октября) 1899, Алатырь — 25 августа 1962, Свердловск) — советская актриса, заслуженная артистка РСФСР (1942), народная артистка РСФСР (1956).

## Биография
Родилась 22 сентября (4 октября) 1899 года (по другим данным 21 сентября (3 октября) года) в рабочей семье в городе Алатыре Алатырского уезда Симбирской губернии (ныне — город в Чувашии). Отец был машинистом паровоза.
После окончания Мариинской женской гимназии в Казани работала в железнодорожной конторе.
Училась в драматической студии. В 1919—1921 годах работала в труппе Народного дома в Казани. В 1921—1934 работала в драматическом коллективе «Рампа», в Уральском театральном объединении. Гастролировала с этими театральными труппами в Сарапуле, Ижевске, Елабуге, Бийске, Борисоглебске, Чистополе, Шадринске, Ирбите, Челябинске, Троицке, Надеждинске, Новой Ляле, Тюмени.
С 1934 — актриса Свердловского драматического театра.
Умерла 25 августа 1962 года после тяжелой продолжительной болезни. Похоронена на Ивановском кладбище в городе Екатеринбурге.

## Роли
- Лиза («Горе от ума» А. С. Грибоедова),
- Дорина («Тартюф» Мольера),
- Марья Антоновна («Ревизор» Н. В. Гоголя).

С 1934 г. в Свердловском театре.
- Лариса, Катерина и Тугина («Бесприданница», «Гроза» и «Последняя жертва» А. Н. Островского),
- Анна Каренина («Анна Каренина» по Л. Н. Толстому);
- Надежда Монахова («Варвары»), Рашель («Васса Железнова»), Варвара («Дачники») — все М. Горького,
- Елена Андреевна, Аркадина и Раневская («Дядя Ваня», «Чайка» и «Вишневый сад» А. П. Чехова),
- царица Ирина («Царь Фёдор Иоаннович» А. К. Толстого),
- Варвара («Счастье» П. А. Павленко и С. А. Радзинского),
- Филумена Мартурано («Филумена Мартурано» Э. Де Филиппо),
- Любовь Яровая («Любовь Яровая» К. А. Тренева).

Эпизодическая роль в фильме Дмитро Горицвит, 1961 год.
В особенности актрисе удавались роли женщин с сильным характером, такие как Катерина в «Грозе», Анна Каренина, Любовь Яровая.

## Семья
Муж — Дальский Дмитрий Иванович (1899—1962), актёр, режиссёр.